# بخش کوسکاتلان
بخش کوسکاتلان (به اسپانیایی: Departamento de Cuscatlán) یک منطقهٔ مسکونی در السالوادور است که در السالوادور واقع شده‌است. بخش کوسکاتلان ۷۵۶٫۱۹ کیلومتر مربع مساحت و ۲۵۲٬۵۲۸ نفر جمعیت دارد.